# Ütközés (film)
Ütközés (eredeti cím: Collide) egy 2016-os amerikai-német romantikus akciófilm, melyet Eran Creevy rendezett, valamint Eran Creevy és F. Scott Frazier írt. A főszereplők Nicholas Hoult, Felicity Jones, Ben Kingsley és Anthony Hopkins.
A filmet Németországban 2016. július 28-án mutatták be, Magyarországon szeptember 15-én szinkronizálva a Big Bang Media forgalmazásában.

## Cselekmény
Casey Stein (Nicholas Hoult), az USA-ból Németországba szökik az igazságszolgáltatás elől, ahol egy kisebb hatalmú, török drogbárónak, Gerannak dolgozik (Ben Kingsley). Egy szórakozóhelyen megismerkedik egy szintén amerikai, hirtelenszőke lánnyal, aki pincérnőként dolgozik. Hamar szimpatikusak lesznek egymásnak és egymásba szeretnek. A lány, Juliette azt kéri a fiútól, hogy hagyja abba azt az illegális munkát, amit csinál, amit ő meg is tesz, és egy hulladéktelepen kezd dolgozni. Juliette egyik alkalommal rosszul lesz, ekkor egy kórházban kivizsgálják, és kiderül, új vesére lenne szüksége, hogy életben maradjon. A műtétet Németországban nem fedezi a biztosító, így Amerikába kellene utazniuk, hogy ott elvégezhessék a veseátültetést, ehhez azonban 200.000 dollárra lenne szükség.
Casey visszamegy a törökhöz dolgozni, mert ott nagy pénz van kilátásban: a török azzal áll elő, hogy egy nagyobb, konkurens drogbáró, Hagen Kahl (Anthony Hopkins) kokaint szállító kamionjának tartalmát kellene ellopniuk. A kamion vezetője azonban vérbeli profi, aki sehol nem áll meg, a kocsin GPS-es nyomkövető és kamera van, ami a vezetőfülkét mutatja.
Casey azt találja ki, hogy ő és a haverja balesetnek álcázott autóval megállásra késztetik a kamiont egy félreeső helyen, ahol megtámadhatják a sofőrt, amikor kiszáll. A sofőr azonban átlát a szitán és automata fegyverrel lőni kezdi a csalinak beállított kocsit, amiben Casey haverja ül. Casey ekkor megtámadja a sofőrt, és együttes erővel harcképtelenné teszik, majd Casey beül a sofőrülésbe, miután felvette a sofőr dzsekijét és baseball-sapkáját. Majd elhajt a kamionnal. Mint később kiderül, előtte eltávolították a nyomkövetőt, amit személyautóval visznek azon az útvonalon, ahol a kamionnak mennie kellene, közben Casey egy általa ismert helyre viszi és leparkolja a kokainnal teli kamiont.
Azonban Hagen emberei így is a nyomára bukkannak, és elfogják. Hagen sejti, hogy a rablást valaki más találhatta ki, de a fiú nem fedi fel a megbízóját. Meg akarják kínozni, hogy kiszedjék belőle a felbujtó nevét, ezért ütni kezdi egy verőember. Mivel Hagen „finomlelkű úriember”, ezért néhány testőrével együtt korábban már távozik (Hagen később többször idéz Shakespeare műveiből, főleg a Rómeó és Júliából). Casey-nek megsebesíti a verőembert egy üvegdarabbal, majd bevágja magát Hagen egyik odakészített luxusautójába, amit pénzszállításra használnak és elhajt, miközben az őrök lőni kezdenek rá. Az autóban 5 millió euró van, 500 eurós bankjegyekben.
Természetesen az autópályán is üldözik Hagen emberei és lőnek rá. Balesetet szenved, felborul a kocsival. Látomása támad, a barátnőjét látja maga mellett az autóban. Összeszedi magát és egy másik autóval hajt tovább. Próbálja felhívni Juliette-et, hogy figyelmeztesse a veszélyre, de a lány hamar leteszi a telefont, mivel éppen dialízis-kezelést végeznek rajta.
Casey próbálja felhívni a haverját, aki a megbeszélt helyen régóta várja, és arra kéri, hogy vigye el a lányt a lakásból. Majd Gerant is felhívja ugyanezzel a kéréssel. A haverja azt mondja, hogy valaki megelőzte, és a lány már nem volt otthon. Geran később azt állítja, hogy a lányt elhozták a lakásból és biztonságban van, bár nagyon dühös. Azonban kiderül, hogy  a lányt Hagen emberei elkapták.
Hagen személyesen akarja lelőni a fiút, amikor az megáll egy benzinkútnál és ők utolérik. Azonban egy helyi vadász és a banditák között tűzharc bontakozik ki, eközben Casey meg tud lógni és magával viszi a készpénzt, amit egy világoskék bőröndben tart.
Hagen tudomására jut, hogy megtalálták a kamiont. Casey azonban tartogat még egy adut a kezében: két kamiont használtak az akció során, és a megtalált kamionban nincs semmi, a raktere üres. Telefonon felajánlja Hagennek, hogy a pénzért cserébe átadja neki a lányt egy általa megjelölt helyen, egy nem üzemelő bisztróban. Hagen át is adja a lányt, Casey pedig a pénzt tartalmazó bőröndöt, amikor megjelenik Geran és lelövi Hagen testőrét, majd kedélyes beszélgetésbe kezd Hagennel, akitől korábban azt kérte, hogy legyenek egyenrangú társak a drogüzletben, Hagen azonban erre nem volt hajlandó. Nemsokára megjelenik a rendőrség, akiket Casey előzetesen értesített. Lövöldözés tör ki, ami alatt Casey és Juliette kimegy a hátsó ajtón a pénzzel és Hagen is ki tud menekülni ép bőrrel egy kint várakozó emberével, aki Casey nyomába ered.
Egy metróállomásra keverednek, ahol Casey átadja a lánynak a táskát, ő maga pedig átugrik a másik peronra egy éppen befutó szerelvény előtt, miközben az utolsó testőr megpróbálja lelőni. Azonban a testőrrel a nyomukban érkező kommandósok végeznek. Casey-t elfogja a rendőrség.
Casey a kihallgatása során felajánlja a segítségét Németország legnagyobb drogbárójának elfogásához, amihez a kamion és rakománya nyomós bizonyítékkal szolgál, mivel az Hagen saját, tisztes szállítmányozási vállalatához tartozik. Geran még a bisztróban lőni kezd a kommandósokra, akik szitává lövik.
Hagen Kahl sokemeletes irodaházához kivonul a rendőrség, és letartóztatják, amiről az újságok tudósítanak.
Casey és Juliette visszautazik az Egyesült Államokba.
Casey haverja vastag borítékot kap „Burt Reynolds” feladótól tele 500 eurós bankjegyekkel.

## Szereplők
| Szerep         | Színész              | Magyar hang      |
| -------------- | -------------------- | ---------------- |
| Casey Stein    | Nicholas Hoult       | Szabó Máté       |
| Juliette Marne | Felicity Jones       | Vadász Bea       |
| Hagen Kahl     | Anthony Hopkins      | Fodor Tamás      |
| Geran          | Ben Kingsley         | Szilágyi Tibor   |
| Mirko          | Clemens Schick       | Turi Bálint      |
| Jonas          | Aleksandar Jovanovic | Hegedüs Miklós   |
| Wolfgang       | Joachim Król         | Cs. Németh Lajos |
| Matthias       | Marwan Kenzari       | Jakab Márk       |

## Érdekességek
- A film költségvetése 21 500 000 dollár volt, a bevétele pedig 4 811 525 dollár.
- Anthony Hopkins és Ben Kingsley első közös filmje volt ez.
- Autobahn, eredetileg ezt a címet adták a filmnek a készítők.[2]